# 密泉湖
密泉湖是一个位于中国湖北省嘉鱼县的湖泊，面积约为13平方千米。